# هنري مارشال أشبي
هنري مارشال أشبي (بالإنجليزية: Henry Marshall Ashby)‏ هو قائد عسكري أمريكي، ولد في 1836 في مقاطعة فاوكواير في الولايات المتحدة، وتوفي في 10 يوليو 1868 في نوكسفيل في الولايات المتحدة.